# Уилл (фильм)
«Уилл» (англ. Will) — драма 2011 года.

## Сюжет
Одиннадцатилетний Уилл Брэннан — большой фанат футбольного клуба «Ливерпуль». Он живёт в школе для мальчиков в Англии, посвящая любимой команде все свое время. Жизнь его переворачивается, когда неожиданно заявляется давно отсутствовавший отец, Гарет, который привез билеты на Финал Лиги Чемпионов 2005 в Стамбуле.
Однако прежде, чем эти двое отправятся в Стамбул, Гарет внезапно умирает, покидая, на этот раз, Уилла уже навсегда. Пытаясь приспособиться жить в мире, где он остался сиротой, Уилл убегает в Турцию. Так он надеется одновременно почтить память отца и быть рядом с его любимым «Ливерпулем».
В пути Уилл встречает Алека, бывшего звездного футболиста Югославии, оставившего игру после трагических событий гражданской войны в его стране. Несмотря на первоначальное нежелание сопровождать мальчика, Алек все же находит в себе силы поехать вместе с ним в Стамбул. Вместе герои постараются доказать самим себе, что в жизни никогда не поздно мечтать.

## Актёрский состав
- Дэмиэн Льюис — Гарет
- Боб Хоскинс — Дэйви
- Элис Крайдж — сестра Кармельи
- Джейн Марч — сестра Ноэль
- Джейми Каррагер — камео
- Стивен Джеррард — камео

## Критика
Питер Брэдшоу из газеты «The Guardian» оценил фильм на 1 звезду из 5 и отметил «не воздушный сценарий и ненужных второстепенных персонажей».